# 嵴塘鳢
嵴塘鳢（学名：Butis butis）为塘鳢科嵴塘鳢属的鱼类。
分布于南非、留尼旺島、巴布亞新幾內亞、帛琉、新喀里多尼亞、莫桑比克、馬約特、香港、肯亞、馬達加斯加、斐濟、科摩羅、柬埔寨、孟加拉、斯里蘭卡、印度、马来西亚、泰国、日本、菲律宾、印度尼西亚、澳大利亚以及中国南海等海域。
该物种的模式产地在恆河。可生存於淡水，汽水及海洋之中，通常發現於潟湖與河口以及紅樹林，偶然溯河而上。
嵴塘鳢也是一種食用魚。